# Hunterforce
 Denne artikel bør gennemlæses af en person med fagkendskab for at sikre den faglige korrekthed.

Hunterforce er en militær betegnelse for en enhed, der har til opgave at opspore og tilfangetage eller nedkæmpe andre specialenheder, som opererer bag fjendens linjer.
Ordet Hunterforce blev offentligt brugt første gang i 1993, da DR for første gang sendte dokumentarudsendelsen "Eliten" om aspirantkurset hos Jægerkorpset. Her var det infanteriregimentet Royal Green Jackets, der agerede Hunterforce under midtvejsøvelsen, for aspiranthold 1992 hos Jægerkorpset. Enheden havde malteserkort som baretmærke.
Hunterforce er en indsættelses form som alle infanteri regimenter i den Engelske hær løser. Den Engelske special enhed Det 22 SAS regiment bruger “Hunter Force” når de afholder deres “Combat Survival” del af udvælgelsesprocessen for deres aspiranter. Her fratages aspiranterne deres normale udrustning og uniform, de udstyres med gamle ulduniformer fra 2 verdenskrig, en overlevelsesæske og en kortskitse. De skal nu bevæge sig igennem fjendeland ubemærket, de jagtes undervejs af Hunter Force der bruger helikoptere, termiske kikkerter og hunde, Hunter Force er yderlig motiveret af ekstra fridage hvis de fanger aspiranterne. Ved afslutningen tages alle aspiranter til fange og går igennem afhøringsfasen. Hunter Force kan som sagt udgøres af mange forskellige infanteri regimenter, i 1993 afholdt det Danske jægerkorps en stor specialstyrke øvelse på Djursland, her brugte man soldater fra Irish Guards som Hunter Force. Bemærk at der på combat survival både deltager SAS aspiranter og “all arms” aspiranter, det er især piloter, efterretningsfolk og udenlandske soldater, det var i en årrække en fast del af Danske jæger og frømænds soldaters uddannelse at de skulle bestå combat survival.
| Militær | Spire Denne artikel om militær er en spire som bør udbygges. Du er velkommen til at hjælpe Wikipedia ved at udvide den. |